# Мунди

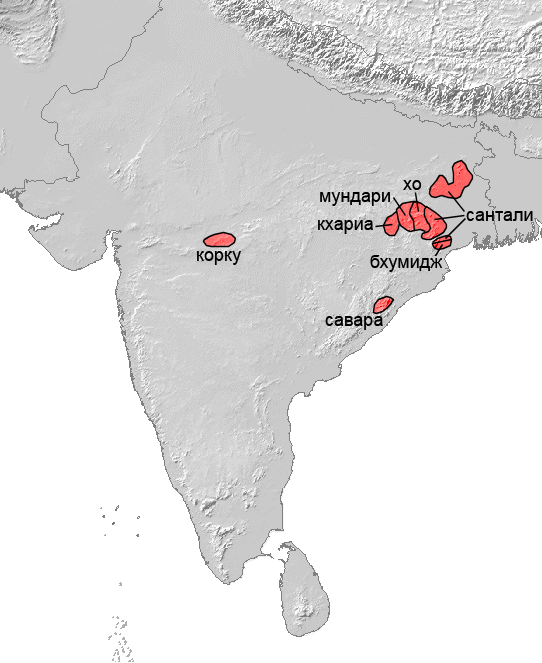
Розселення народів мунда на мапі Індії

Му́нди — народ або група народів-адівасі у Індії групи кол, розмовляють мовами мунда.
Мунда проживають переважно на півдні штату Біхар, в штатах Орісса і Західний Бенгал.
До складу народів мунда належать: власне мунда, сантали, кхо, кхарія, корку, бірхори, бхуміджі та інші.
Загальна чисельність — 7,6 млн осіб (1978, оцінка).
Розмовляють мунда мовами, більшість також мовами навколишніх народів — гінді, бенгалі, орія та ін.
За релігією мунда народи сповідують анімістичні вірування, змішані з індуїстськими.
Мунда — нащадки найдавнішого населення Індії, яке дравіди відтіснили в гірське лісові райони Центральної Індії. В деяких народів мунда зберігаються пережитку родо-племінного ладу.
Основні заняття мунда народів — землеробство, ремесла. Частина мунда працює в гірничодобувній і металургійній промисловості.